# Crossfire (filme)
Crossfire (bra: Rancor) é um filme estadunidense de 1947, do gênero filme noir, dirigido por Edward Dmytryk e estrelado por Robert Young, Robert Mitchum e Robert Ryan.

## Produção
Crossfire é baseado em The Brick Foxfole, o primeiro romance do também diretor e roteirista Richard Brooks. O livro trata da homossexualidade nas Forças Armadas. Este assunto, no entanto, ainda era tabu na Hollywood da época, de forma que o roteiro foi mudado e o tema passou a ser o antissemitismo.
Este conteúdo explosivo, tratado pela primeira vez no cinema, colocou o produtor Adrian Scott e o diretor Dmytryk na mira do Maccartismo. Chamados a testemunhar, acabaram por se tornar os dois primeiros nomes a fazer parte dos assim chamados Os Dez de Hollywood]]. Portanto, este foi o último filme da dupla para a RKO -- So Well Remembered, lançado em 1948, foi realizado antes.
Crossfire gerou uma enorme controvérsia nos EUA e foi o lançamento mais lucrativo da RKO no ano: o filme recolheu aos cofres do estúdio a quantia de $1,270,000, em valores da época. Um grande triunfo para Dore Schary, em seu primeiro crédito como produtor executivo.
As qualidades do filme foram amplamente reconhecidas pela comunidade cinematográfica, na forma de uma enxurrada de indicações e premiações, tanto nos EUA quanto na Europa.
Para o crítico e historiador Ken Wlaschin, Crossfire é um dos dez melhores filmes tanto de Robert Mitchum quanto de Robert Ryan.

## Sinopse
Estados Unidos, fim da Segunda Guerra, capitão de polícia investiga as causas do assassinato de um ex-combatente de origem judia.

## Premiações
| Prêmio                   | Categoria | Situação |
| ------------------------ | --- | -------- |
| Oscar                    | Melhor Filme Melhor Diretor Melhor Ator Coadjuvante (Robert Ryan) Melhor Atriz Coadjuvante (Gloria Grahame) Melhor Roteiro Adaptado | Indicado |
| BAFTA Awards             | Melhor Filme | Indicado |
| Festival de Cannes       | Melhor Filme de Temática Social | Vencedor |
| Edgar Allan Poe Awards   | Melhor Filme | Vencedor |
| National Board of Review | Top Ten Films | Vencedor |

- Crossfire foi incluído na relação Dez Melhores Filmes do Ano do Film Daily e do New York Times.

## Elenco
- Robert Young....... Finlay
- Robert Mitchum ....... Keeley
- Robert Ryan ....... Montgomery
- Gloria Grahame ....... Ginny
- Paul Kelly ....... o homem
- Sam Levene ....... Samuels

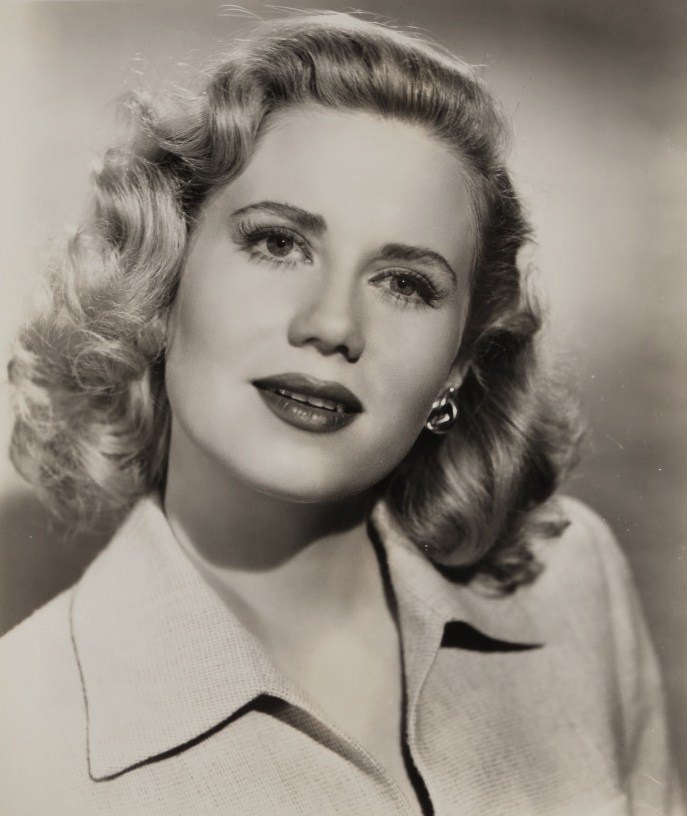
Jacqueline White em foto publicitária para o filme

- Jacqueline White ....... Mary Mitchell
- Steve Brodie ....... Floyd
- George Cooper ....... Mitchell
- Richard Benedict ....... Bill
- Tom Keene ....... Detective (como Richard Powers)
- William Phipps ....... Leroy
- Lex Barker ....... Harry
- Marlo Dwyer ....... Miss Lewis

## Literatura
- FILHO, Rubens Ewald (2002). Dicionário de Cineastas. São Paulo: Companhia Editora Nacional
- MALTIN, Leonard –  Leonard Maltin’s Movie Guide 2010 – Penguin
- QUINLAN, David – Illustracted Directory of Film Stars – 1986 – B.T. Batsford Ltd.